# Wiki Loves Pride
Wiki Loves Pride es una campaña para mejorar el contenido relacionado con las temáticas LGBT en Wikipedia y otros proyectos del movimiento Wikimedia. 

## Descripción

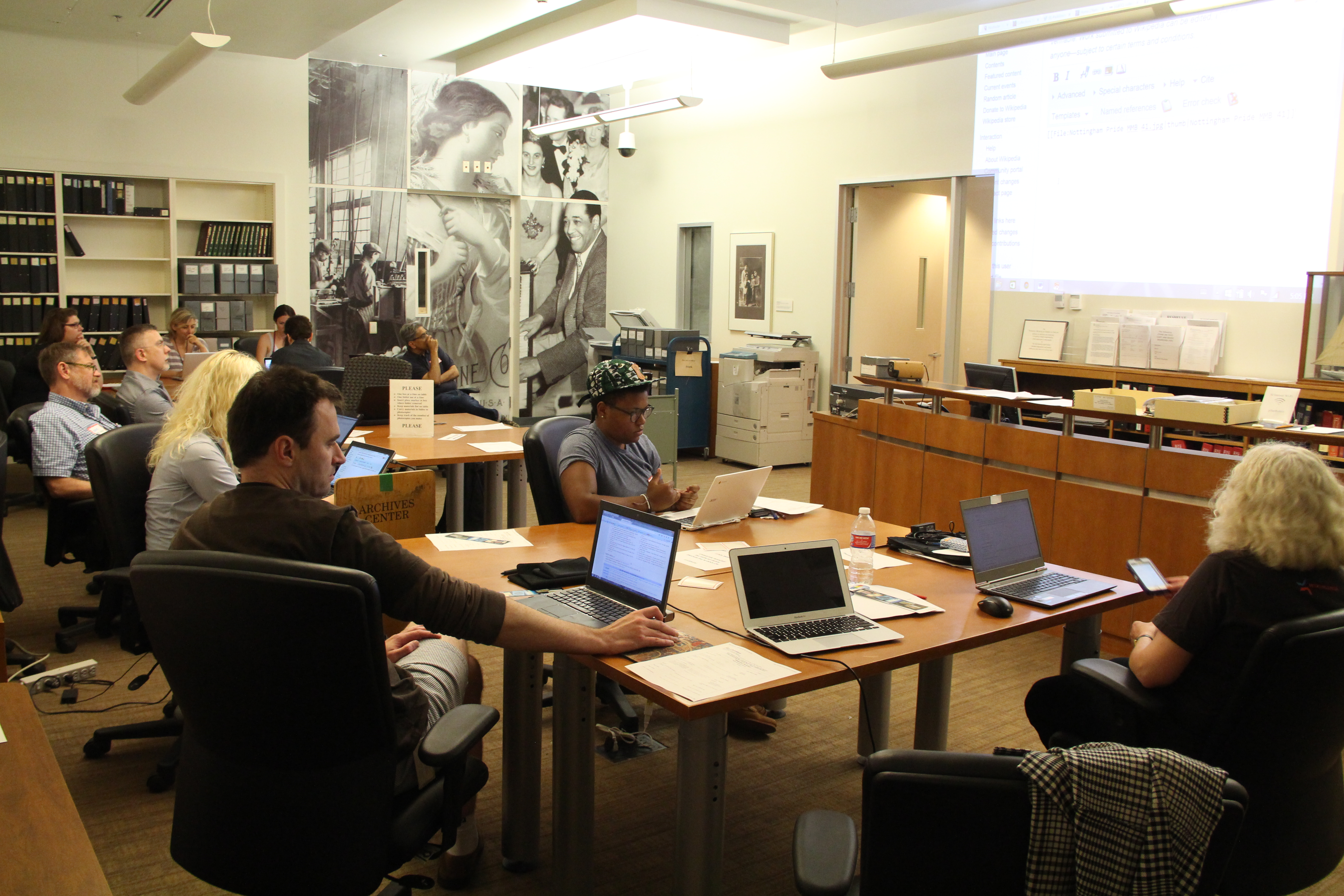
Participantes de Wiki Loves Pride en el Museo Nacional de Historia Estadounidense en Washington D. C., en 2015

El proyecto busca crear nuevas entradas enciclopédicas y mejorar la cobertura existente de eventos, personas, y lugares LGBT notables, para lo que se han organizado maratones de edición para facilitar la colaboración de los editores interesados. Además de la creación de contenido, los participantes han trabajado para traducir artículos a otros idiomas y fotografiar desfiles del Orgullo LGBT y otros eventos. La «celebración del orgullo» se centra en junio y octubre, «tradicionalmente los meses en que las comunidades de lesbianas, gays, bisexuales y transgénero (LGBT) de todo el mundo celebran la cultura y la historia LGBT».

## Historia

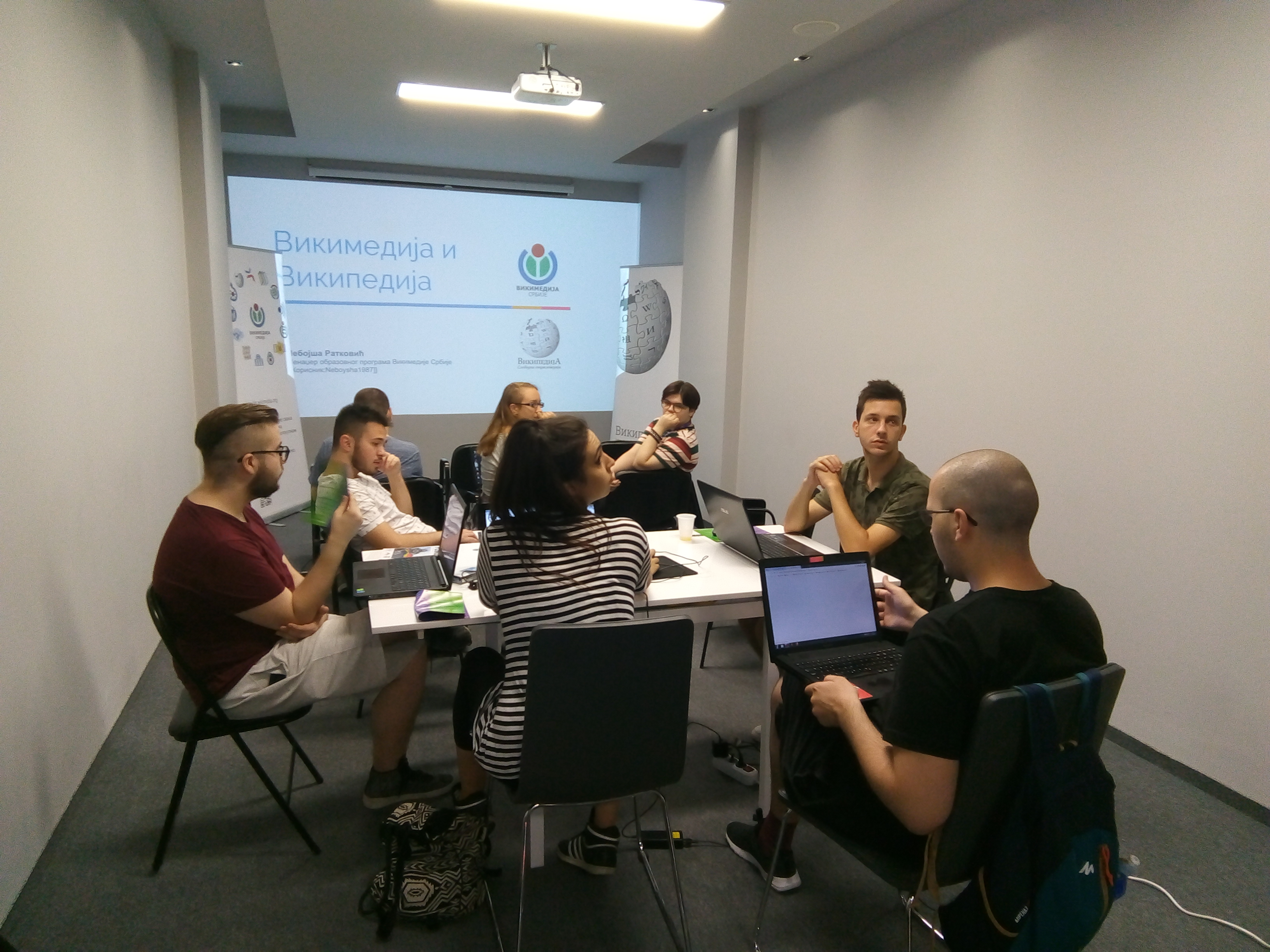
Participantes de Wiki Loves Pride en el Pride Info Center, Belgrado (2018)

Los editores de Wikipedia organizaron esta campaña desde 2014 con eventos registrados en al menos una docena de ciudades de Estados Unidos, así como en Bangalore y Nueva Delhi en India. El fundador de la organización LGBT Queerala organizó un maratón de edición en Kochi en 2015, con el apoyo del capítulo de Wikimedia para India; Los asistentes crearon más de una docena de nuevas entradas para la Wikipedia en malayalam. Hasta 2019 se habían organizado 80 eventos en 18 países; una docena de eventos de Wiki Loves Pride se llevaron a cabo en bibliotecas, principalmente dentro de los Estados Unidos e incluida la biblioteca de la Universidad Bucknell y la Biblioteca Central de Minneapolis. Los bibliotecarios anfitriones «ayudaron a configurar el espacio, localizar recursos para mejorar los artículos de Wikipedia, ayudaron con las citas y, a veces, simplemente vinieron a editar ellos mismos y asesorar a los novatos».
Los eventos también han sido organizados por el Museo Metropolitano de Arte, el Museo de Arte Moderno, la Biblioteca Pública de Nueva York, y la Universidad Nova Southeastern.
En 2024 la comunidad editorial de Wikipedia en español organizó el concurso Mes del Orgullo en Wikipedia de creación y mejora de artículos de contenido LGBTIQA+, con premios para los tres primeros lugares.

## Otras lecturas
- Howard, Dorothy; Moore, Jason (18 de julio de 2014). «Wiki Loves Pride 2014 and Adding Diversity to Wikipedia». Diff (en inglés) (Wikimedia Foundation).
- Howard, Dorothy; Moore, Jason (18 de junio de 2015). «Wiki Loves Pride: Help expand Wikipedia's LGBT coverage» (en inglés). Wikimedia Foundation.
- Moore, Jason (17 de junio de 2016). «Help expand Wikipedia's coverage of LGBT communities during Wiki Loves Pride» (en inglés). Wikimedia Foundation.